# East Harlem

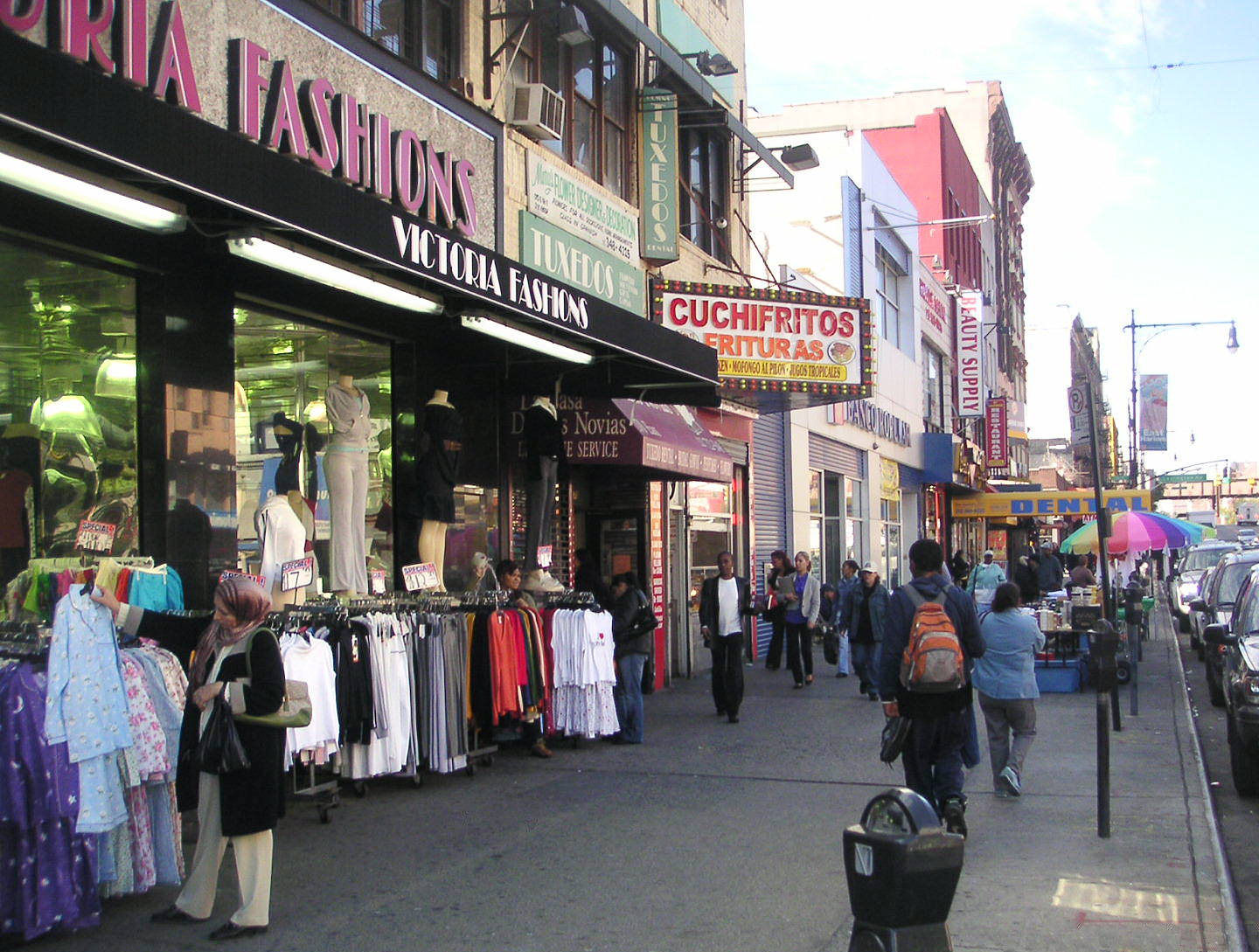
116. ulice mezi Třetí Avenue a Lexington Avenue

East Harlem, známý také jako El Barrio nebo Spanish Harlem, je místní část newyorského Harlemu, v severovýchodní části čtvrti Manhattan. Patří k největším latinskoamerickým komunitám New Yorku. Obsahuje oblast dříve známou jako Italian Harlem a stále zde žije malá italsko-americká populace podél Pleasant Avenue. Od 50. let 20. století zde začali převládat obyvatelé portorického původu, někdy označovaní jako Nuyoricans. Hranice této části tvoří Harlem River na severu, East River na východě, východní 96. ulice na jihu a Pátá Avenue na západě. Patří do komunitní rady Manhattanu č. 11. Hlavním obchodním uzlem byla historicky východní 116. ulice od Páté Avenue směrem na východ k FDR Drive.